# Glattjoch
Glattjoch är ett bergspass i Österrike.   Det ligger i distriktet Murau och förbundslandet Steiermark, i den centrala delen av landet, 190 km sydväst om huvudstaden Wien. Glattjoch ligger 1 789 meter över havet.
Terrängen runt Glattjoch är varierad. Runt Glattjoch är det ganska glesbefolkat, med 22 invånare per kvadratkilometer.. Närmaste större samhälle är Bretstein, 15,2 km öster om Glattjoch. 
I omgivningarna runt Glattjoch växer i huvudsak blandskog.